# Nusse
Nusse er en kommune i det nordlige Tyskland, beliggende i Amt Sandesneben-Nusse i den nordvestlige del af Kreis Herzogtum Lauenburg. Kreis Herzogtum Lauenburg ligger i delstaten Slesvig-Holsten.

## Geografi
Nusse ligger omkring 40 km øst for Hamborg, 27 km syd for Lübeck, 7 kilometer nordvest for Mölln og cirka 12 km sydvest for Ratzeburg. Kommunen ligger mod vest ud til Ritzerauer See i nabokommunen Ritzerau.